# Leyenda Kisra

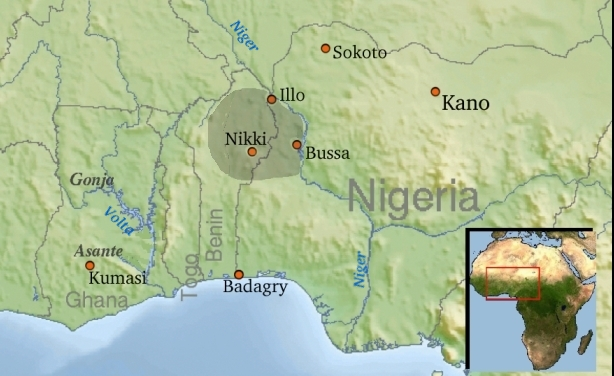
El reino Borgu.

La leyenda de Kisra es una historia de migración compartida por una serie de grupos políticos y étnicos de la Nigeria moderna, Benín y Camerún, principalmente el Borgu y la gente del valle del río Benue. La leyenda de la migración describe la llegada de una gran fuerza militar a lo que actualmente es el norte de Nigeria alrededor del siglo VII. El reino de Bornu reivindicó el descendiente directo del líder de esta migración y varios otros organismos políticos reconocen la migración a través de ceremonias y vestimentas formales. Hay una serie de versiones diferentes de la leyenda con Kisra a veces se representa como un rival religioso y militar de Mahoma cerca de La Meca en torno a la época en que se fundó el Islam y a veces como las fuerzas restantes de un rey persa derrotado en Egipto. La leyenda fue una pieza clave de evidencia en un número de teorías históricas semíticas que argumentaban que el desarrollo político de las sociedades en el África subsahariana era el resultado de contactos con sociedades de Oriente Medio (como por ejemplo, Egipto, Roma y el Imperio Bizantino).

## La leyenda
La leyenda es compartida por muchas entidades políticas y étnicas diferentes a lo largo de lo que actualmente es el norte de Nigeria y ha proporcionado importantes vínculos entre estas comunidades. Aunque las diferentes versiones comparten una representación similar de una gran migración hacia el área a lo largo del río Níger alrededor del siglo VII, dos de las versiones más prominentes de la historia describen a Kisra como un rival de Mahoma en la península arábiga o como un gobernante persa que sufrió una derrota militar en Egipto.
Sin embargo, en algunas versiones, Kisra no es una persona individual, sino un título generalizado para el líder de la migración a medida que se desplaza a través de África. Las versiones también difieren en otros aspectos de la historia, si el propio Kisra fundador o no de alguna de las líneas reales y los detalles de su muerte o desaparición mágica.

### Kisra como rival de Mahoma
En la versión más prominente de la historia en el reino Borgu, Kisra es representado como uno de los primeros aspirantes políticos y religiosos a Mahoma en el área alrededor de la Meca. En esta versión, Kisra era un líder importante y poseía una serie de poderes mágicos. Sin embargo, durante su gobierno, un vidente previó que su poder sería eventualmente socavado por un niño nacido en la ciudad que tendría poderes divinos. Para evitar este desafío, Kisra exilió a todos los hombres de su ciudad en la fecha en que el vidente había predicho que el bebé sería concebido; sin embargo, el marido de Aminatu, la hija de Kisra, permaneció en la ciudad y se concibió un hijo: Mahoma. A medida que Mahoma crecía, comenzó a tratar de convertir a Kisra al islam, pero el gobernante se resistió. Eventualmente, esto resultó en una guerra abierta entre Mahoma y Kisra por asuntos religiosos y Kisra ganó el conflicto inicial. Sin embargo, cuando Mahoma huyó a un baobab tree se le proporcionó ayuda divina para su escape y para reorganizar sus fuerzas. Al ver que las cosas habían cambiado, Kisra y sus seguidores abandonaron la península arábiga, llegando finalmente al río Níger. El grupo de Kisra visitó muchos de los pueblos de la zona antes de fundar el reino Borgu. En algunas versiones de la leyenda, el hijo mayor de Kisra, Woru —o a veces el propio Kisra— fundó la ciudad de Bussa, que se convertiría en la capital de Borgu. Los hijos menores de Kisra fundaron Nikki, fundada por Shabi, y Illo, fundada por Bio. En versiones posteriores, este orden de fundación de las principales ciudades del reino de Bornu ha cambiado. La leyenda se convirtió en crucial en el reino Bornu en la unión de las diferentes ciudades, legitimando la dinastía gobernante, los Wasangari, y proporcionando una distinción ideológica entre los Bornu y los estados islámicos de la zona.

### Kisra como rey persa
En 1909, el antropólogo alemán Leo Frobenius compiló una versión agregada de la leyenda de Kisra de informantes en el valle del río Benue. Esta versión representa a Kisra no como un rival de Mahoma, sino como un rey persa que sufrió una derrota militar en Egipto ante un ejército bizantino. Tras esta derrota, Kisra y su ejército no pudieron regresar a Persia y tuvieron que luchar más en África. Su ejército se estableció brevemente en Nubia y Etiopía, donde Kisra unió fuerzas con un poderoso rey de la región Napata, para conquistar tierras hacia el oeste. Su ejército emigró a la región del río Níger y luego siguió una ruta similar a la descrita anteriormente, en la que el grupo de Kisra visitó varias comunidades de la zona y finalmente se estableció en la zona de Borgu.

### Políticas vinculadas a la migración de Kisra
Muchas comunidades de la zona tienen alguna conexión con la migración Kisra y la historia se utiliza en gran parte del folclore de la región.  Sin embargo, algunas ciudades afirman tener una conexión directa con Kisra.  Estos incluyen
- El reino de Bornu, las ciudades de Bussa, Nikki e Illo dicen haber sido fundadas por Kisra y sus hijos.[9]
- Gunji, se cree que es el lugar donde los tres hijos de Kisra se dividieron entre sí para fundar las tres ciudades del reino Borgu.[9]
- Ife, la ciudad santa del pueblo Yoruba, que se dice que fue conquistada por Oduduwa, el nieto de Kisra.[10]
- Karissen, una ciudad al este de Yauri en el área del río Benue. Las leyendas dicen que la gente de la zona nombró al nieto de Kisra, Damasa, como su rey.[11]
- Emirato de Kebbi, que tiene una larga tradición de la leyenda de Kisra,[12]. El título real en Kebbi de «Kanta» puede derivarse del título Kisra.[13]
- Wukari, cuyo rey tiene una espada y una lanza antiguas que se dice que son regalos de Kisra cuando visitó el área.[14]
- Zaria, que en algunas versiones fue fundada por las fuerzas de Kisra antes de ser destruida por el reino de Bornu.[9]
  - Wukari, que fue fundada por un líder de Zaria después de la destrucción de Zaria.
  - Idah,que fue fundada por un líder de Zaria después de la destrucción de Zaria.[14]

## Bases de la leyenda

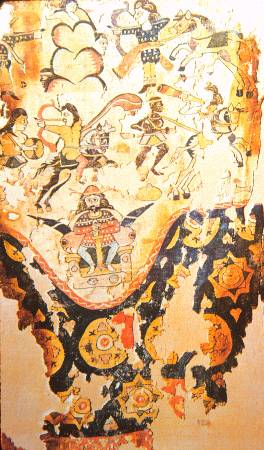
Cortina de lana tejida egipcia, que era una copia de una importación de seda sasánida, que a su vez se basaba en un fresco del rey persa Cosroes II que luchaba contra las fuerzas de Etiopía en Yemen, en los siglos V y VI.

Los antropólogos e historiadores han realizado importantes estudios de historia oral e investigaciones materiales para identificar cualquier correspondencia con partes clave de la leyenda. Estos estudios generalmente coinciden en que una migración hacia el área ocurrió alrededor del siglo VII. Frobenius argumentó que la figura de Kisra era posiblemente el rey persa Cosroes II. Algunas partes del relato histórico se corresponden con la línea de tiempo de Cosroes II que conquistó Egipto a principios del siglo VII antes de ser derrotado por un ejército bizantino y se considera posible que algunas partes del ejército no pudieron regresar a Persia y así viajó por África. Flora Shaw en contraste, argumentó que Kisra fue una traducción errónea de «Cristo» y que la migración fue en gran parte de origen cristiano. CK Moss en cambio afirma que Kisra era más probable un rey Songhai o Mossi que saltó a la fama en el siglo XV.
Al resumir este trabajo, el historiador Daniel McCall encuentra que, aunque no hay evidencia clara que refute ninguno de estos argumentos, existen problemas importantes con todos ellos, que incluyen: se dice que el ejército migrante usaba armadura no utilizada por los persas en ese momento, falta de corroboración histórica eclesiástica, y ningún símbolo cristiano o mitraico vino con la migración.

## Importancia
La leyenda de Kisra es una tradición folclórica muy importante en muchas de las comunidades de Nigeria contemporánea. La leyenda fue una parte clave del desarrollo de una identidad cultural clara en Borgu y Kebbi, ya que resistieron el dominio de Songhai y el imperio Fulani hacia el norte. Además, la leyenda compartida de Kisra facilitó los tratados de comercio y paz entre las diversas comunidades étnicas y políticas de la zona. En particular, el reino de Bornu y Borgu y Kebbi mantuvieron relaciones comerciales productivas durante siglos, a menudo facilitadas por las tradiciones de intercambio de regalos de Kisra. Después del control británico de Nigeria alrededor de 1900, el cambio administrativo y la competencia en las nuevas estructuras gubernamentales llevaron a cambios en la leyenda para cada comunidad diferente.
La leyenda jugó un papel clave en muchas —ahora desacreditadas— teorías hamíticas del desarrollo político y social africano. Estas teorías argumentaron que el desarrollo político, es decir, la formación de estados complejos, tuvo su origen en las migraciones de personas del Medio Oriente o de influencias cristianas (a menudo coptas). La leyenda de Kisra, y particularmente la hipótesis de que Kisra era en realidad Cosroes II, se vio como una clara evidencia de la influencia egipcia, nubia, bizantina o persa en el desarrollo de África occidental. Sin embargo, sin evidencia histórica adicional, la importancia de la leyenda de Kisra a menudo se enfatizó demasiado.